# Rabid Death's Curse
Pour les articles homonymes, voir Rabid (homonymie).
Albums de Watain
Casus Luciferi
(2003)
Rabid Death's Curse est le premier album studio du groupe de Black metal suédois Watain. L'album est sorti en 2000 sous le label Drakkar Productions.

## Liste des morceaux
1. The Limb Crucifix - 4:21
2. Rabid Death's Curse - 5:21
3. On Horns Impaled - 2:35
4. Life Dethroned - 5:45
5. Walls of Life Ruptured - 4:21
6. Agony Fires - 5:22
7. Angelrape - 3:40
8. Mortem Sibi Consciscere - 7:02